# Gagea popovii
Gagea popovii är en liljeväxtart som beskrevs av Aleksei Ivanovich Vvedensky. Gagea popovii ingår i Vårlökssläktet och i familjen liljeväxter. Inga underarter finns listade.